# Bộ trưởng Ngoại giao Cộng hòa Nhân dân Trung Hoa
Bộ trưởng Bộ Ngoại giao là người đứng đầu Bộ Ngoại giao Cộng hòa Nhân dân Trung Hoa và là một trong những chức vụ nội các quan trọng nhất của quốc gia. Bộ trưởng thường là Ủy viên Ban Chấp hành Trung ương Đảng Cộng sản Trung Quốc.

## Quy trình bổ nhiệm
Theo Hiến pháp Cộng hòa Nhân dân Trung Hoa, Bộ trưởng được Thủ tướng Quốc vụ viện đề cử và được Đại hội đại biểu Nhân dân toàn quốc hoặc Ủy ban Thường vụ Đại hội Đại biểu Nhân dân Toàn quốc phê chuẩn.

## Danh sách Ngoại trưởng
| STT | Tên                       | Bắt đầu              | Kết thúc             | Chủ tịch nước                   | Thủ tướng                 |
| --- | ------------------------- | -------------------- | -------------------- | ------------------------------- | ------------------------- |
| 1   | Chu Ân Lai (1898–1976)    | 01 tháng 10 năm 1949 | 11 tháng 2 năm 1958  | Mao Trạch Đông                  | Bản thân                  |
| 2   | Trần Nghị (1901–1972)     | 11 tháng 2 năm 1958  | 6 tháng 1 năm 1972   | Lưu Thiếu Kỳ                    | Chu Ân Lai                |
| 2   | Trần Nghị (1901–1972)     | 11 tháng 2 năm 1958  | 6 tháng 1 năm 1972   | khuyết                          | Chu Ân Lai                |
| 3   | Cơ Bằng Phi (1910–2000)   | 6 tháng 1 năm 1972   | Tháng 11 năm 1973    |                                 | Chu Ân Lai                |
| 4   | Kiều Quán Hoa (1913–1983) | Tháng 11 năm 1973    | 2 tháng 12 năm 1976  |                                 | Chu Ân Lai                |
| 4   | Kiều Quán Hoa (1913–1983) | Tháng 11 năm 1973    | 2 tháng 12 năm 1976  | bị bãi bỏ                       | Chu Ân Lai Hoa Quốc Phong |
| 5   | Hoàng Hoa (1913–2010)     | 2 tháng 12 năm 1976  | 19 tháng 11 năm 1982 | bị bãi bỏ                       | Chu Ân Lai Hoa Quốc Phong |
| 5   | Hoàng Hoa (1913–2010)     | 2 tháng 12 năm 1976  | 19 tháng 11 năm 1982 | bị bãi bỏ                       | Hoa Quốc Phong            |
| 5   | Hoàng Hoa (1913–2010)     | 2 tháng 12 năm 1976  | 19 tháng 11 năm 1982 | bị bãi bỏ                       | Triệu Tử Dương            |
| 6   | Ngô Học Khiêm (1921–2008) | 19 tháng 11 năm 1982 | 12 tháng 4 năm 1988  | Lý Tiên Niệm                    | Triệu Tử Dương            |
| 7   | Tiền Kỳ Tham (1928–2017)  | 12 tháng 4 năm 1988  | 18 tháng 3 năm 1998  | Dương Thượng CônGiang Trạch Dân | Lý Bằng                   |
| 7   | Tiền Kỳ Tham (1928–2017)  | 12 tháng 4 năm 1988  | 18 tháng 3 năm 1998  | Giang Trạch Dân                 | Lý Bằng                   |
| 8   | Đường Gia Triền (1938–)   | 18 tháng 3 năm 1998  | 17 tháng 3 năm 2003  | Chu Dung Cơ                     |                           |
| 9   | Lý Triệu Tinh (1940–)     | 17 tháng 3 năm 2003  | 27 tháng 4 năm 2007  | Hồ Cẩm Đào                      | Ôn Gia Bảo                |
| 10  | Dương Khiết Trì (1950–)   | 27 tháng 4 năm 2007  | 16 Tháng 3 năm 2013  | Hồ Cẩm Đào                      | Ôn Gia Bảo                |
| 11  | Vương Nghị (1953–)        | 16 tháng 3 năm 2013  | 30 tháng 12 năm 2022 | Tập Cận Bình                    | Lý Khắc Cường             |
| 12  | Tần Cương (1966–)         | 30 tháng 12 năm 2022 | 25 tháng 7 năm 2023  | Tập Cận Bình                    | Lý Cường                  |
| 13  | Vương Nghị (1953–)        | 25 tháng 7 năm 2023  | đương nhiệm          | Tập Cận Bình                    | Lý Cường                  |